# Bence Bíró
Bence Balázs Bíró (sinh ngày 14 tháng 7 năm 1998) là một cầu thủ bóng đá người Hungary thi đấu cho Vitória Guimarães B.

## Sự nghiệp câu lạc bộ
Anh ra mắt chuyên nghiệp tại Giải bóng đá hạng nhất quốc gia Bồ Đào Nha cho Vitória Guimarães B vào ngày 6 tháng 8 năm 2016 trong trận đấu trước Santa Clara.